# 月色真美
《月色真美》（日语：月がきれい）是由feel.製作的日本原創電視動畫作品，在2017年4月6日於東京都會電視台首播。導演為岸誠二。

## 故事簡介
茜與小太郎，初三時被分到同班。從初次相遇的那刻起，互相在意的兩人，腦海中總會浮現出對方的身影……
在一邊被變化與不安追着，一邊慌慌張張地向前飛奔的季節中，伴隨著倆人的成長，那個稚嫩而又令人眩目的初戀。

## 登場人物

### 主要角色
安曇小太郎（聲：千葉翔也）
本作男主角。川越市立第三中學三年一班的學生。文藝社社長。課業不勤，僅國文表現突出，成績中下，在班上不算起眼。好讀書，尤其喜歡太宰治的小說，並時常引用其名言。目標成為小說家，常創作到深夜，筆名為安曇治。初時不肯讓周圍的人看，邂逅水野茜後，開始比較放得開。文學喜好和創作的緣故，常到「立花古書店」處，會向看守該二手書店的大學生立花大輔請教。獨生子，與父母同住在祖父母留下的老房子，自幼在社區連雀町的熊野神社練習傳統的川越祭囃子，會笛子、太鼓、舞蹈等地方傳統的男孩。父親開明，同意小太郎的文藝創作活動及熱忱，母親是傳統家庭主婦，擔憂孩子的成績和前程，主張學業優先；這讓他們在小太郎的管教上拉鋸。
初三開始，在班級中留意起同班的水野茜。兩人各自和家人在餐廳用餐時相遇，並約定好不要告訴別人此事。在運動會準備時同被分到器材組，開始有互動。校內運動會時因緣際會下拾返茜解壓用的紅薯玩偶，兩人因此在Line上熱絡交談起來，不過現實生活中完全不敢有交集。這時的小太郎一邊夜半創作小說投稿參賽，一邊在神社練習連雀町的道灌山車囃子和天狐的舞蹈。在茜參加田徑比賽時提議到神社為她祈求好成績，賽後茜因手機沒電，回家途經神社邂逅練習完囃子準備回家的小太郎。茜向其道謝並報告成績，在神社月夜下，小太郎向茜告白，茜先保留回覆。隨後在京都的畢業旅行時，小太郎邀請茜在自由時間一起行動，但因手機遭老師沒收無法回覆訊息。經歷一番波折，兩人最後約在當地神社碰面，茜嬌嗔抱怨其訊息不讀不回，以及吃醋他和千夏的互動，隨後茜以「想要和安曇多說說話」作為回覆，委婉地答應交往。
交往後兩人依然不敢在學校公開戀情，又不曉得情侶交往方式，結果首次在圖書館約會失敗。最後在大輔幫助下，與茜在立花古書店約會，成功交談並牽手。小太郎投稿的角山出版社來電約見，茜也打算談自己在友情和愛情間的困難，見面時，兩人互相勉勵對方在夢想上前進。然而出版社編輯卻說他沒有才能，希望他放棄純文學創作並建議往輕小說發展，同時茜也在田徑比賽失利，再度見面的兩人互相安慰並約定要一同更加努力。受千夏和茜邀請，集體去東京巨蛋城遊玩時，受不了比良和茜一直被友人們搓合製造獨處機會，選擇對比良公開和茜的戀情，隨後和茜單獨行動，兩人戀情因此升溫。消息傳開後倆人的互動成為班上同學關注焦點。一同前往冰川神社的結緣風鈴祭時，茜贈送同款紅薯玩偶作為遲來的生日禮物，此後小太郎亦如同茜養成隨身攜帶玩偶並按捺解壓的習慣。小倆口當晚開始互稱下名後，在橋上初吻。
考試後，開始煩惱初中畢業後的志願學校，然而成績不好，已有和茜不同校的心理準備。母親方面施壓，父親卻決定讓他自由選擇，煩惱著前程的同時，想嘗試改創作輕小說。戀愛上在與茜的感情日進時，卻突然得知茜可能搬家到千葉，未來也將在當地的光明高中就學……諸多煩惱讓小太郎心神不寧。與茜談心時，認為茜不必為此感到抱歉，安慰她即使分隔兩地仍能維持感情，並透露有意透過一般考試的管道進入相同高中，未被當真。但他私下決心要為了維護感情，報考通學路程兩小時以上的私立光明高中以和茜同校，並打算在說服父母後正式告知茜此事。
在川越祭上小太郎擔任道灌山車上的天狐，場中休息約見茜，但因目睹茜和比良在一起而吃醋。祭典中對茜冷言冷語，茜察覺其怒氣後對小太郎解釋經過，仍不被醋勁大發的小太郎諒解，茜獨自落淚返家。當晚小太郎後悔莫及，但在學校、補習班以及Line上與茜皆無互動，兩人冷戰。後因茜發現小太郎報考光明高中的決心而與其交談，言談中小太郎表達對茜和兩人未來的重視，小倆口互相理解並道歉。三方會談後，堅持己見欲報考光明高中的小太郎與母親鬧僵，努力備考可偏差值仍不及門檻，但母親見到了他的努力，在班主任召見家長希望讓小太郎放棄志願時，母親卻決定讓他一試無妨。
在父母支持下依然落榜無緣考上光明高中，小太郎最後考上住家附近市立高中，放榜當日拒絕了日後將與他同校的千夏告白，此事未告知茜。小太郎對即將面臨離別感到迷惘，在大輔的建議下將經歷轉化為小說排解心情，後又受浪漫的建議而在網站投稿其故事的序章，作品名為「13.70」。搬家前日與茜約出見面，對茜約定將來會努力打工賺交通費並承諾一週一會，然而仍無法安撫茜對遠距離戀愛的不安，反被質疑為何不告知千夏告白一事，在茜聲淚俱下地坦承對倆人未來的不安時無所適從，未出言安慰也未挽留哭泣跑走的茜，兩人產生距離感。
面對不明確的未來，小太郎悵然若失。茜搬家當日，猶豫是否該去送別。他將兩人對未來的不安、與未能說出口的真情化為文字，完成小說13.70終章並投稿。而後選擇前往神社練習囃子，休息時見一則署名為茜的留言「今後該怎麼辦?」，知其為茜對未來兩人感情的提問，決定跑去她家而不能遇，被千夏告知茜已進車站，同時亦得知在離別之時茜仍想見他。飛奔至車站附近時列車早已離去，未能見到相思之人，只能在橋邊向駛去的列車道別。與此同時茜看見小說終章，文中小太郎表達對茜的愛意並傳達珍惜倆人感情的決心，茜深受感動，兩人日後維持交往。
高中入學後未加入社團。習慣了新的交流模式的小太郎從茜搬家的失落中振作，日亦漸增的思念更促使小太郎與茜的感情更加穩固。
高中升大學時因未能考上理想學校，而曾經當過一年浪人，重考後才考上理想的志願，就讀商學系。大學畢業後跟隨父親腳步在市政廳擔任公務員。
26歲時，在聖誕節向茜求婚，並於隔年新春正式向水野家提親。兩人婚後育有一子。
水野茜（聲：小原好美）
本作女主角。三年一班的學生。三年級分班時與同屬田徑社的好友西尾千夏、瀧澤葵分散，與小太郎同班。自幼好跑步，田徑社成員，擅長短跑，比賽成績優異。課業勤勉，成績優秀。容易緊張，常攜帶紅薯玩偶以指按捺解壓。有窩裡橫的特徵，在學校時極為在乎他人的目光和看法。有大兩歲的姐姐在東京上學，父親是上班族，性格略詼諧居家中甚無發言權，母親性格爽朗，家庭甚為和諧。喜歡和風的事物。Line有使用較為老氣貼圖的傾向。
分班時，人群中突然留意起同班的安曇小太郎，家庭外出用餐偶遇而第一次對話。隨後校內運動會時，因忘記將小太郎加入Line群組，前往幫忙被責罰的小太郎，兩人自此開始熟悉並交換Line。見小太郎早上的翹起來的頭髮，私自替他取了「翹毛君」這綽號。校內運動會中丟失自己的紅薯玩偶，並隨後因緊張而於接力賽跑不慎掉棒導致團隊錯失冠軍，賽後自責失落。小太郎得知後為其找回遺失玩偶，並在茜否定自身能力時鼓勵、肯定茜的個性，這契機使得兩人開始在Line上熱絡，但校內幾乎零互動。小太郎提議代她向神明祈求成就田徑比賽取得好成績，茜欣然接受，賽後想要報告成績，猶豫不決中手機沒電，遂前往神社想親自道謝。神社月下面對小太郎的表白，腼腆地要求保留回覆。京都畢業旅行時，愛情籤中大吉，但籤詩提醒"曖昧態度乃災禍之源"。夜裡小太郎在Line中邀約於自由活動時見面，略抗拒的茜因老師沒收小太郎電話，沒有得到其回覆而不得已赴約，茜於自由活動想脫身單獨行動時屢遭朋友擠兌。在雨中等候小太郎赴約，兩人卻在約定地點擦身而過。小太郎苦於無法聯絡茜，只好硬著頭皮去向千夏借用手機，意外地從好友千夏來電中聽見小太郎聲音使茜產生不悅。歷經一番波折，總算於神社碰面，最後在茜的嬌嗔和斥責中，婉轉地以「想要和安曇多說說話」同意和小太郎交往。
交往初期未告知任何人，煩惱著如何與小太郎互動。兩人第一次約會成功時，茜卻通過千夏的訊息得知她對小太郎的好感，猶豫之中選擇對小太郎隱瞞此事。茜在友情和愛情間百般苦惱，最終導致自己的田徑比賽成績退步，千夏反而進入半決賽。與姊姊談心時提及千夏之事，拒絕其重愛情捨友情之提議，認為感情和友情同等重要。與此同時小太郎遭遇投稿小說挫折，失意之二人互相勉勵在夢想之路上持續邁進。與千夏獨處時告知千夏雖不知如何解決，不過兩人仍是朋友，但反被千夏進一步要求希望能向小太郎告白以便死心。
在千夏的邀請下一行人前往東京巨蛋城。因千夏和友人搓合她和比良配對，一度無甚機會與小太郎獨處，並對千夏和小太郎的互動吃醋。在小太郎向比良公開戀情時點頭承認，最後和小太郎單獨行動，兩人感情升溫，並約定下次倆人再來遊玩。對於千夏未能向小太郎告白之事感到抱歉。
戀情曝光後消息迅速在班上傳開，兩人間的互動成班上焦點。返校日當天被心咲、節子和美羽追問到喜歡小太郎哪一點時表示「我也不知道，但還是喜歡他」。放學後前往參觀小太郎的囃子練習，練習結束倆人一同前往冰川神社結緣風鈴祭，茜贈送小太郎同款式的紅薯玩偶作為遲來的生日禮物，小倆口當晚開始互稱下名，並在橋上初吻。開學後再次被朋友問到喜歡小太郎哪一點時，回答「雖然安曇不怎麼起眼，但和他相處時很安心」，朋友們調侃戀愛讓茜變得不一樣了。
即將畢業的茜對決定志願學校感到苦惱，這時父親突然宣佈公司人事調動，將調回總公司而舉家搬遷至千葉縣市川市附近，對於進路調查母親推薦當地升學和社團並重的私立光明高中。在最後一次的田徑大賽，茜以害羞為由婉拒小太郎欲前往應援的請求，但在得知小太郎瞞著她偷偷前往觀賽後雖感訝異仍喜形於色。此役茜刷新個人紀錄獲得佳績，賽後無意間讓比良得知搬家之事，比良同樣推薦了以田徑聞名的光明高中，並認為茜有資格以推薦保送方式進入就讀。當晚茜在Line中告知小太郎可能搬家。三方會談後茜接受光明高中的體育保送推薦，並開始和小太郎上同家補習班。回家路上與小太郎提及搬家和志願校之事，對未來可能分隔兩地感到失落，坦言不知如何是好，未對他有意報考同高中的提議當真。
川越祭時與田徑社眾人約好一同參觀，並見到小太郎於道灌山車上扮演天狐。祭典中本欲脫身與休息的小太郎碰面，卻因猜拳猜輸而與比良兩人一起丟垃圾。面對即將搬家的茜，比良決定不再畏縮選擇對她告白，並表示自己比小太郎更加了解茜，茜回應「只將比良當作朋友，雖然也很重要，但不一樣」拒絕其告白。不料目睹此事的小太郎妒火中燒，在祭典中對茜冷言冷語，茜察覺其怒氣卻不知緣由，直至小太郎暗示後茜才理解，解釋其已明確拒絕告白，但仍不被小太郎諒解。兩人當晚不歡而散，飽受委屈的茜獨自落淚返家。雖事後小太郎後悔莫及，但兩人不論在Line、學校或補習班均無互動，故茜擔憂小太郎是否不再理她。而後茜在補習班發現有人要求光明高中的考古題庫，追問小太郎後，小太郎透露報考光明高中的決心，並表達他對茜的重視，茜喜極而泣，兩人重歸於好。
茜備考光明同時，偷偷在空閒時間手織圍巾作為送給小太郎的聖誕禮物，被姐姐彩音發現並調侃一番。但在得知小太郎將為茜備考光明高中後，彩音斥責茜沒有為小太郎的未來著想，並表示若未來分手也無法對小太郎負責，對此茜雖孩子氣的回應兩人不會分手，但心中還是對想在一起的私心感到愧疚。試後，茜顺利考上，小太郎卻落榜，僅考上市立高中。在得知千夏對小太郎告白後，對未來以及遠距離戀愛感到更加不安。
搬家前夕，兩人約定見面，對於小太郎有意打工賺交通費以便一週一會的承諾，不僅未能安撫她心中的忐忑，反認為造成小太郎的負擔。最終茜累積的所有情緒，在質疑小太郎未告知千夏告白一事成為引爆點:茜對小太郎哭訴自己其實一直以來都很不安，並坦言她對倆人的未來沒有信心，「而最讓我痛苦的是，我總是給小太郎添麻煩」。矛盾情感難以言喻、不知如何是好的茜，只能將情意化為一吻、泣不成聲地離開，兩人產生距離感。
面對分離的痛苦，茜產生動搖，猶豫是否放棄這段初戀。搬家當日，一度欲把兩人的信物紅薯玩偶留在舊居離去。搬家時千夏和葵前来道别，千夏讓茜閱讀小說網站上一篇名為13.70的文章，發覺其為小太郎所寫，內容講述倆人自相遇開始的故事，故茜於網站下署名留言「今後該怎麼辦?」。與千夏和葵於車站道別時，雖未提及，但牽掛思念之人的心情仍被千夏覺察，千夏遂傳訊告知小太郎:「茜仍然想見你」。而後於電車上，茜閱讀已更新終章的小說，小太郎寫到「想告訴她無論相隔多遠，我的感情永遠不會變……想告訴即將前往陌生城市的妳，我永遠喜歡妳」。在得知相思之人對她的愛意並傳遞珍視倆人感情的決心後，茜感動落淚。兩人日後維持交往。
高中入學後加入田徑社。習慣了新的交流模式的茜從搬家的失落中振作，日亦漸增的思念更促使茜與小太郎的感情更加穩固。
大學就讀藥學系，並加入網球社。26歲時，在聖誕節被小太郎求婚，並於隔年新春正式提親。兩人婚後育有一子。

### 3年1班的學生
山科浪漫（聲：筆村榮心）
小太郎、大地自小學起的好友，初中三年都同班。三人雖是好友，興趣上卻完全沒有共通處。外表中性，帥俏張揚，率真爛漫，部分女生群中異性緣尤好。
身體較弱。沒有參與社團活動。會公然說自己喜歡班主任園田涼子，然而言行過於飄忽抓不住真意，而班主任又礙於師生倫理而情感混亂中。
觀察力強，敏銳地在眾人發現之前察覺小太郎和茜的戀情。
小笠原大地（聲：金子誠）
小太郎、浪漫的好友。柔道部部長。學業優秀。家中次男。為人聰明，性格略偏冷酷，是個冷面毒舌吐槽者。
宮本心咲（聲：石見舞菜香）
網球部的幽靈部員。班上第一美女，也自覺如此，是班上女生的領袖。茜和心咲、佐藤節子、今津美羽三人班上常在一起。自視甚高，出身亦甚好卻意外地對直率、強勢的男生如金子翼沒轍。
東京巨蛋城遊玩時，與節子都有參與，也各自帶上男友金子翼和永原翔，並試圖湊合茜和比良，最後發現茜和小太郎在交往時都很意外。女生們當天也意外發現哭腫了眼的千夏喜歡小太郎。
佐藤節子（聲：鈴木美園）
管樂部的幽靈部員。性格豪爽樂於助人的好女孩，不過無甚想法，說話庸俗。家境富裕。與永原翔交往。人前力誇人品糟糕的翔，本來在京都畢旅後走向和翔分手，但是又複合。
今津美羽（聲：千菅春香）
管樂部的幽靈部員。心咲的朋友。擅長應付前來搭訕的男性，有一套自己的應付手法，與稻葉保仁交往中，但並非真心喜歡稻葉(從動畫SP特集中可看出)，而是把他當作練習對象來交往。
田中櫻（聲：井上穗乃花）
綁辮子戴眼鏡的輕度宅女，在班上沒有朋友。常妄想和週邊男生展開的各種愛情故事。拍攝畢業照才出席的文藝社幽靈社員。
永原翔（聲：廣瀨裕也）
足球部。為人輕浮，球技一般，但形象外顯而成為正選。自己亦自命不凡。
與佐藤節子交往中，然而滿腦性事，甚至連上旅館的費用都常要女方支付。遭女方分手以後亦自若無事，但是之後又與女方複合了。
稻葉保仁（聲：石井馬克）
足球部。球技不錯，人稱「三中的C朗」，好學生，外表性格普通，略微在意這點。與今津美羽交往中，但並不知情今津美羽並非真心喜歡自己(從動畫SP特集中可看出)。
金子翼（聲：熊谷健太郎）
棒球部。體能至上，自信過人，為人我行我素。從不顧慮他人的感受，也不在意他人的看法。對宮本心咲展開攻勢。

### 田徑部成員

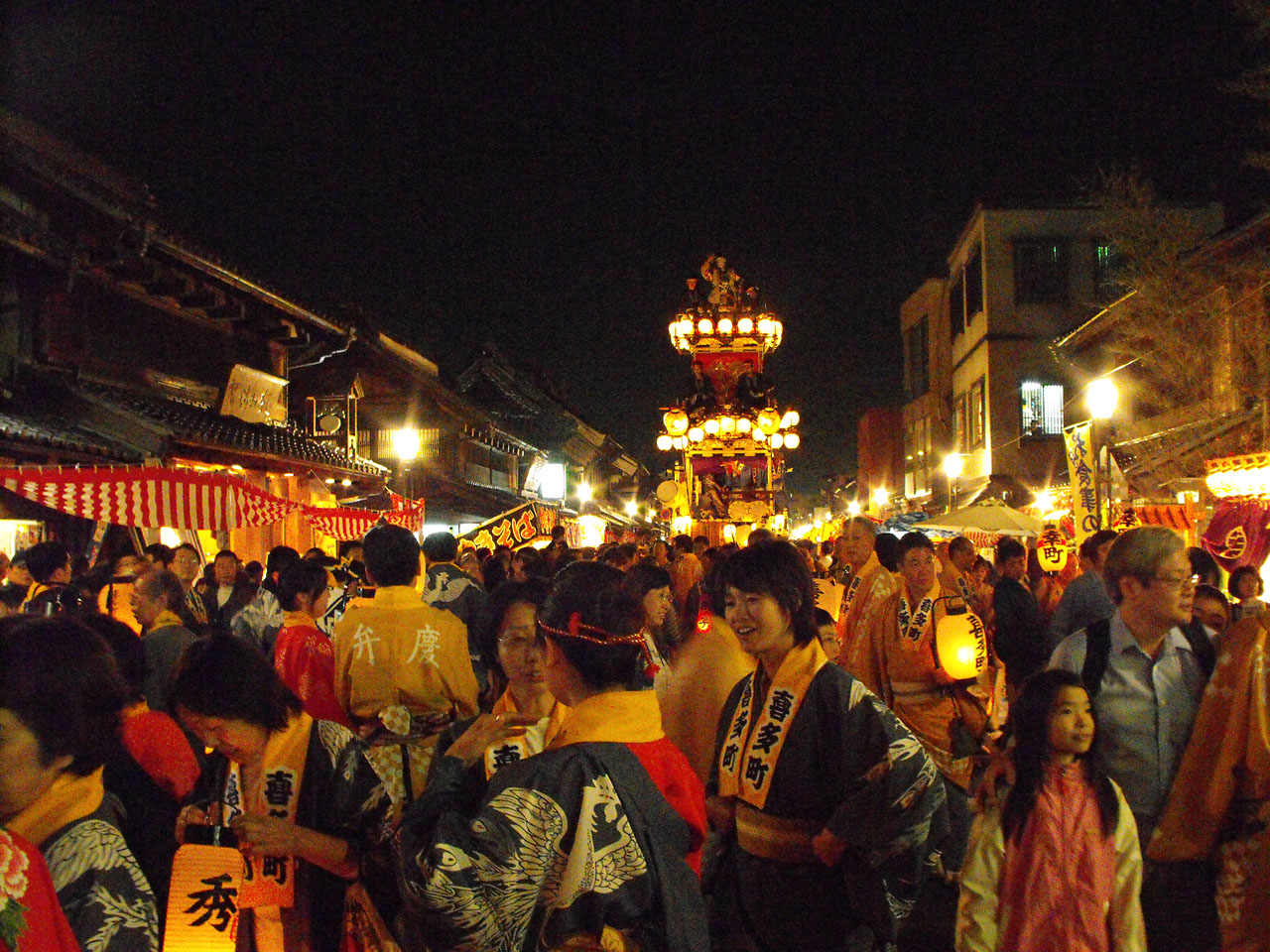
川越祭

比良拓海（聲：田丸篤志）
田徑社社長，一年級起就對茜有好感，雖不曾告訴他人，但除了茜以外的所有人都領會。茜的朋友幾度嘗試撮合兩人，比良數度獲得良機皆無法開口。小太郎未向茜告白前，十分在意比良和茜的互動。
在校內是個風雲人物，異性緣佳，田徑社的學妹中也有傾慕比良者。在東京巨蛋城時，愕然得知茜已和小太郎交往。大賽中得知茜即將搬家感到不知所措，提議全體社員參觀川越祭。祭典中，焦急的比良趁著和茜獨處時告白，並表示自己比小太郎更瞭解茜，但被茜堅決回拒，認為比良只是其重要的友人。
西尾千夏（聲：村川梨衣）
田徑社成員，三年級二班。茜還有葵的好友。性格天真爛漫，人緣極佳，個性上有著喜歡人家有的東西的傾向，常有非惡意的「真好，也給我一點」的行為。田徑中發現茜的好成績後，開始加強練習，發現茜喜歡小太郎後，也開始對他有好感。
先是茜的緣故認識到小太郎「翹毛君」的綽號，運動會時與小太郎胡亂包紮傷口時相識。由於千夏與人互動主動且熱情，使得茜對小太郎和千夏的交情吃醋。在京都畢旅時察覺小太郎和茜的關係，在兩人會面的事情上幫了一把。畢旅後，向同樣成績較差的小太郎詢問補習班的資訊，幾次互動後，千夏在Line中告訴茜自己喜歡上小太郎。在和茜互相諒解後，進一步提出向小太郎表白的要求。
之後本以免費券約茜、小太郎、比良四人往東京巨蛋城想湊合茜和比良並製造向小太郎告白的機會，因浪漫的緣故最後以四女五男的組成，除千夏和比良外，與皆是三年一班的七位同學同行。過程中千夏和同學們一直為比良製造和茜獨處的機會，自己也想辦法和小太郎變得更親密。然而小太郎全心都在茜身上，結果反而使得小太郎和茜對外公開戀情且感情進一步發展，無法向小太郎告白，看著情投意合的兩人，獨自落淚。茜不願意放棄和千夏的友情，千夏也無法放下對小太郎的情感。
在最後的田徑大賽中，千夏、茜和葵三人都為彼此即將分開而落淚。在市立高中放榜日向小太郎表白遭拒，隨後向茜坦言此事，卻加劇了茜的不安，以致茜和小太郎在離別前關係轉僵。茜搬家當日，給茜看了小太郎在網站上刊登的小說，並在茜離開時以訊息告知小太郎茜仍想見他，促使雙方和好，推動兩人的感情。
瀧澤葵（聲：白石晴香）
田徑社成員，三年三班。與茜和千夏為好友。初一時曾與今津美羽同班。

### 安曇家
安曇龍之介（聲：岡和男）
小太郎的父親，46歲。在市政廳工作，從出生、教育到就職都不曾離開川越鄰近的道地本地人。幼時即遷入祖父母的房子至今，在地時間長，人面較廣，小太郎因故是熊野神社祭典人員的一員。
為人認真但笨拙，喜愛閱讀、音樂、槍枝，家裡沉默寡言。與妻對於小太郎的管教態度不同，採較放任的態度，因此夫妻間常產生歧見。支持小太郎的創作熱忱。小太郎煩惱志願學校時，明言不必追求選擇重點高中。與妻允許小太郎嘗試報考遠地的光明高中，但為保險起見要求也報考市立高中。
偷看小太郎創作中的小說，認為他很懂女孩子的心。
安曇淳子（聲：井上喜久子）
小太郎的母親，47歲。附近出生的居民，與市政廳的父親相識、結婚。
較愛操心，因為家中父子倆安逸無危機感的性格，導致她時常嘮叨的習慣。極為擔心小太郎的課業和前程，覺得小太郎過度沉溺在文學創作上而怠慢課業，並因丈夫的袒護而常產生爭執。偶爾會對小太郎說重話，但實際上是個刀子嘴豆腐心的母親。初聞報考私立光明高中時大力反對，但見到小太郎的努力後，反而拒絕了涼子老師放棄報考的建議，支持他報考的決定。
偷看小太郎創作中的小說，認為他完全不懂女孩子的心。

### 水野家
水野洋（聲：岩田光央）
茜的父親，39歲。在食品製造商處工作，現為川越營業所課長。管理職須論調的緣故，每數年即搬家。故事中，在茜即將初中畢業時，遇上人事調動，將調回在千葉的總公司。
性格鬼馬，在家裡的全雌性勢力中，依然自在地企圖表示自己的存在感。輕易被長女彩音的男友所贈之玩偶收買，得知次女茜交上男友時感到失落。
水野沙織（聲：齋藤千和）
茜的母親，37歲。家庭主婦。結婚前是設計公司的員工，工作第三年時與當時還在宣傳部的洋結婚後辭職。模樣年輕，與女兒們在一起比較像是朋友。欣見女兒倆交上男朋友。
水野彩音（聲：前川涼子）
茜的姊姊，17歲。東京某私立高中二年級生，初中畢業時以父親的職業推說家裡終究會搬入東京為由，爭取到東京自己喜歡的私立高中就讀。
性格率直，平時喜歡捉弄妹妹，但與妹妹交情甚好。在妹妹因田徑成績不佳心情低落時，與媽媽合作打聽消息。男友葛西陸（聲：古川慎）從事建築業的高空作業，兩人在工地出入口初遇，面對男友時會變得很可愛。在妹妹的戀愛咨詢中，會以過來人身分給予意見。主張愛情優先於友情。在得知小太郎要為妹妹報考同所學校時，斥責兩人一廂情願的想法是不負責任的展現。

### 其他
立花大輔（聲：岩中睦樹）
大學生，22歲。常看守家裡的二手書店「立花古書店」，也協助父親立花茂（聲：佐佐木省三）指導川越祭囃子。小太郎重要的商量對象，是小太郎第二部創作作品的第一閱讀者，也交流音樂。
在小太郎的戀情發展上，提供助力，甚至常借出書店本身作為約會地點。父子倆還指點並資助小太郎帶茜去主姻緣的冰川神社看結緣風鈴。
園田涼子（聲：東山奈央）
3年1班的班導師，24歲，指導音樂。非常可愛，受到男生的憧憬，被女生以羨慕嫉妒恨的複雜眼神盯著。是家教良好又很努力的「好孩子」。由於是家裡的老么，因此天然而不諳世事。
很喜歡學生山科浪漫，但是礙於師生關係和飄忽的浪漫言行，迷惑混亂中。飲酒消愁，盼望浪漫快點初中畢業。

## 製作人員
- 導演：岸誠二
- 助導：岩崎光洋、池端隆史
- 劇本統籌、編劇：柿原優子
- 人物原案：loundraw
- 人物設定：森田和明
- 美術設定、設計：宮越步
- 美術指導：
- 色彩設計：
- 攝影指導：中村雄太
- 編輯：平木大輔
- 音效指導：飯田里樹
- 音樂：伊賀拓郎
- 音樂製作：Flying DOG
- 動畫製作：feel.
- 製作：「月色真美」製作委員會

## 主題曲
片頭曲
作詞：川嶋愛，作曲、編曲：WEST GROUND，主唱：東山奈央
片尾曲
作詞：川嶋愛，作曲：WEST GROUND，編曲：伊賀拓郎，主唱：東山奈央
插入曲
（第3話）
作詞、作曲：村下孝藏，編曲：伊賀拓郎，主唱：東山奈央
（第5話）
作詞、作曲：Chara，編曲：伊賀拓郎，主唱：東山奈央
「3月9日」（第6話）
作詞、作曲：藤卷亮太，編曲：伊賀拓郎，主唱：東山奈央
（第7話）
作詞：小嶋登，作曲：坂本浩美，編曲：伊賀拓郎，主唱：川越市立第三中学3年1組
（第8話）
作詞、作曲：破矢ジンタ，編曲：伊賀拓郎，主唱：東山奈央
（第10話）
作詞：持田香織，作曲：菊池一仁，編曲：伊賀拓郎，主唱：東山奈央
（第11話）
作詞、作曲：玉城千春，編曲：伊賀拓郎，主唱：東山奈央

## 各話列表
| 話數   | 日文標題 | 中文標題       | 分鏡              | 演出                                       | 作畫監督                                                                                                | 總作畫監督                                     |
| ------ | -------- | -------------- | ----------------- | ------------------------------------------ | --- | ---------------------------------------------- |
| 第1話  | [ 5 ]    | 春天與修羅     | 岸誠二 平井義通   | 岩崎光洋                                   | 藤崎賢二                                                                                                | 森田和明                                       |
| 第2話  | [ 6 ]    | 一握之砂       | 平井義通          | 平井義通                                   | 村上直紀、小菅洋、袴田裕二 川島尚、江上夏樹、清水直樹 田頭沙織、古山瑛一郎                              | 桝田邦彰、山崎正和 藤崎賢二                    |
| 第3話  | [ 7 ]    | 吠月           | 平峯義大 岩崎光洋 | 平峯義大                                   | 清水直樹、北村友幸、小菅洋                                                                              | 新田靖成                                       |
| 第4話  | [ 8 ]    | 陣雨           | 淺井義之          | 中田誠                                     | 大谷道子、田中彩、藪田裕希                                                                              | 桝田邦彰、山崎正和 藤崎賢二                    |
| 第5話  | [ 9 ]    | 心             | 齋藤德明          | 藤井貴文                                   | 小美野雅彥                                                                                              | 森田和明、桝田邦彰 山崎正和                    |
| 第6話  | [ 10 ]   | 奔跑吧！梅洛斯 | 及川啟 岩崎光洋   | 中田誠                                     | 清水直樹、北村友幸 袴田裕二、川島尚                                                                     | 桝田邦彰、山崎正和                             |
| 前半抄 | [ 11 ]   | 道程           | 不適用            | 不適用                                     | 不適用                                                                                                  | 不適用                                         |
| 第7話  | [ 12 ]   | 為愛不顧一切   | 岸誠二 池端隆史   | 高田昌豐                                   | 清水直樹、北村友幸、村上直紀 齋藤雅和、古山瑛一朗、李智悟 徐承慧、崔仁燮、櫻井木之實 服部憲知           | 森田和明、桝田邦彰 高原修司                    |
| 第8話  | [ 13 ]   | Vita Sexualis  | 柿本廣大 岩崎光洋 | 嵯峨敏                                     | 辻初樹、關口雅浩、粉川剛 小橋陽介、石田啟一 粟井重紀、服部憲知                                          | 森田和明、桝田邦彰 高原修司、清水直樹          |
| 第9話  | [ 14 ]   | 起風了         | 平峯義大 岩崎光洋 | 平峯義大                                   | 袴田裕二、川島尚、北村友幸 清水直樹、立田真一、田頭沙織                                                 | 桝田邦彰、山崎正和 高原修司                    |
| 第10話 | [ 15 ]   | 斜陽           | 平井義通          | 平井義通                                   | 北村友幸、清水直樹、袴田裕二 立田真一、田頭沙織、古山瑛一朗 服部憲知、松本文男、山崎輝彥 徐承慧、崔仁燮 | 森田和明、桝田邦彰 山崎正和、高原修司          |
| 第11話 | [ 16 ]   | 勸學           | 政木伸一          | 野崎真代                                   | 伊藤亞矢子、大河內忍、吉川美貴 NAMU ANIMATION Kim Bongdeok                                              | 森田和明、新田靖成 山崎正和、桝田邦彰 高原修司 |
| 第12話 | [ 17 ]   | 從此以後       | 岸誠二 平峯義大   | 藤井貴文 高田昌豐 中田誠 平井義通 池端隆史 | 川島尚、北村友幸 清水直樹、袴田裕二 立田真一、田頭沙織 古山瑛一朗                                       | 森田和明、新田靖成 山崎正和、桝田邦彰 高原修司 |

## BD&DVD
2017年9月27日起發售，BD BOX的初回生産限定版（VTZF-68） 以及DVD BOX的初回生産限定版（VTZF-69）、並於2018年預定販賣一般版。

## 外部連結
- 電視動畫 月色真美 公式官網 （页面存档备份，存于）（日語）
- 電視動畫官方的X（前Twitter）（日語）